# قطار الليل (فلم)
قطار الليل هو فيلم تشويق وإثارة مصري من إخراج عز الدين ذو الفقار وبطولة عماد حمدي، سامية جمال، إستفان روستي، سراج منير وسليمان نجيب.

## نبذة
يتعرض «والد سامية» لأزمة مالية طارئة، وللخروج من هذه الأزمة يقرر أن يبيع منزله. يعمل «عادل» الذي على علاقة حب بـ«سامية» بما يحدث ل«والد سامية» فيسرع ليسدد ديونه، إلّا أن «عادل» يتعرض لحادث بالطريق يعطله قبل أن يصل، ينقل إلى المستشفى، وبعد فترة يخرج منها فيذهب للقاء «سامية» فيجد أن والدها قد باع المنزل لـ «أبو العز» الذي تزوج من «سامية». وبعد فترة تكتشف «سامية» أن «أبو العز» هو رئيس عصابة لتزييف النقود.

## طاقم العمل
- عماد حمدي بدور «عادل»
- سامية جمال بدور «سامية»
- إستفان روستي بدور «أبو العز»
- سراج منير بدور «ملطي»
- سليمان نجيب بدور «مفتش المباحث»
- شلاضيمو بدور نسفه

## وصلات خارجية
- مقالات تستعمل روابط فنية بلا صلة مع ويكي بيانات